# Albulești, Mehedinți
Albulești este un sat în comuna Dumbrava din județul Mehedinți, Oltenia, România.

## Vezi și
- Biserica de lemn din Albulești